# Bernard Comment
Bernard Comment (* 20. April 1960 in Porrentruy) ist ein Schweizer Schriftsteller und Übersetzer.

## Leben
Bernard Comment ist als Sohn des Malers Jean-François Comment (1919–2002) in Pruntrut aufgewachsen. Nach Studien in Genf unterrichtete er von 1986 bis 1990 an der Universität Pisa. Daneben war er Sportredaktor und Sekretär des Schweizerischen Fussballverbands. Seit 1990 ist er schriftstellerisch tätig, nebst eigenen Werken auch als Drehbuchautor für Alain Tanner. Er übersetzte mehrere Werke von Antonio Tabucchi ins Französische. Seit 2004 verlegt er die Buchreihe Fiction & Cie beim Verlag  Éditions du Seuil. Sein Archiv befindet sich im Schweizerischen Literaturarchiv in Bern.
Bernard Comment lebt in Paris.

## Auszeichnungen
- 1990: Prix Lipp Suisse
- 2010: Officier des Arts et des Lettres[1]
- 2011: Prix Goncourt de la nouvelle
- 2021: Grosser Literaturpreis der Kantone Bern und Jura[2]

## Werke
- L’Ombre de mémoire, 1990
  - Diener des Wissens. Roman. Deutsch von Markus Hediger. Benziger, Zürich 1992, ISBN 3-545-36506-9.
- Roland Barthes, vers le Neutre, 1991
- Allées et venues, 1992
- Le XIXe siècle des panoramas, 1993
- Florence, retours, 1994
- Les fourmis de la gare de Berne, 1996
- L’Ongle noir, 1997
- Éclats cubains, 1998
- Même les oiseaux, 1998
- Die Frauen der Antike. Katalog zur Ausstellung von Anselm Kiefer, Paris 1999, ISBN 2913893023.
- Le Colloque des bustes, 2000
- The Panorama, 2000
  - Das Panorama. Die Geschichte einer vergessenen Kunst. Nicolai, Berlin 2000, ISBN 3-87584-941-8.
- Doucet de fonds en combles, trésors d’une bibliothèque d’art, 2004
- Un Poisson hors de l’eau, 2004
- Entre deux, une enfance en Ajoie, 2007
- Triptyque de l’ongle, 2008
- Tout passe, 2011
- Deux secondes, 2012
  - Zwei Sekunden, Delémont 2012
- Rimes/Rhymes (mit Lou Reed), Arles 2012, ISBN 9782363980045
- Neptune avenue, 2019

### Übersetzungen
- Antonio Tabucchi: Pereira prétend. 1995.
- Antonio Tabucchi: Tristano meurt. 2004.